# 艾拿積馬體育會 (沙特阿拉伯)
艾拿積馬體育會（英語：Al-Najma Sport Club）是一家沙特阿拉伯的職業足球會，位於歐奈宰。球隊成立於1960年，目前於沙特甲組足球聯賽中作賽。球隊主要顏色為綠色和黑色。

## 榮譽
沙特甲組足球聯賽
- 冠軍 (2): 1989–90, 1993–94
- 亞軍 (1): 1991–92

## 外部連結
- Al-Najma SC at Goalzz